# Angelic Upstarts
Angelic Upstarts és un grup de punk rock anglès format a South Shields el 1977. AllMusic el considera «un dels grups més polititzats i provocadors». En les seves lletres, el grup reivindica la lluita i l'orgull de la classe treballadora antifeixista i socialista, i se l'ha vinculat amb la subcultura skinhead.
La banda va publicar vuit àlbums d'estudi en la seva primera dècada. Després d'una breu separació es van reunir el 1988 i vàries vegades posteriorment, amb nous àlbums apareguts el 1992, el 2002, el 2011 i el 2016. Més de dues dècades després del llançament del seu senzill de debut, The Murder Of Liddle Towers, va ser inclòs a la llista de la revista Mojo entre els millors de tots els temps.
Angelic Upstarts és considerat un grup pioner de l'Oi!. El 2001, es va publicar l'àlbum tribut We Are the People, incloent temes de bandes com Leatherface, The Oppressed, Red London o Red Alert.
L'any 2020, els membres de la formació eren: Thomas Mensforth «Mensi» a la veu, Mick Robson a la guitarra, John Woodward al baix i Andy Wilkinson a la bateria.

## Discografia

### Àlbums d'estudi
- Teenage Warning (1979, Warner Bros. Records)
- We Gotta Get out of This Place (1980, WEA)
- 2,000,000 Voices (1981, Zonophone/EMI)
- Still from the Heart (1982, Zonophone/EMI)
- Reason Why? (1983, Anagram/Cherry Red)
- Last Tango in Moscow (1984, Picasso)
- Power of the Press (1986, Gas)
- Blood on the Terraces (1987, Link)
- Bombed Out (1992, Dojo)
- Sons Of Spartacus (2002, Captain Oi!/Insurgence Records)
- The Dirty Dozen (2011, àlbum compartit amb Crashed Out)
- Bullingdon Bastards (2015, Boss Tuneage/Insurgence Records)

### Àlbums en directe
- Angelic Upstarts Live (1981, Zonophone/EMI)
- Live in Yugoslavia (1985, Picasso)
- Live & Loud (1988, Link)
- Greatest Hits Live (1991, Link)
- Live in Lubeck 1989 (1994, Bay City)
- Live from the Justice League (2001, TKO)
- Anthems Against Scum (2001, Insurgence)

### Àlbums recopilatoris
- Angel Dust - The Collected Highs (1983, Anagram/Cherry Red)
- Bootlegs & Rarities (1985, Dojo)
- Lost & Found (1991, Link)
- Alternative Chartbusters (1991, AOK)
- Kids on the Streets (1993, Cleopatra)
- The Independent Punk Singles Collection (1995, Cherry Red)
- Rarities (1997, Captain Oi)
- The EMI Punk Years (1999, Captain Oi)
- Who Killed Liddle (1999, Recall)
- Punk Singles Collection (2004, Captain Oi)

### Senzills
- "The Murder of Liddle Towers"/"Police Oppression" (1978, Dead Records)
- "I'm an Upstart"/"Leave Me Alone" (1979, Warner Bros.)
- "Teenage Warning"/"The Young Ones" (1979, Warner Bros.)
- "Never 'ad Nothin'"/"Nowhere Left to Hide" (1979, Warner Bros.)
- "Out of Control"/"Shotgun Solution" (1980, Warner Bros. Records)
- "We Gotta Get Out of this Place"/"Unsung Heroes" (1980, Warner Bros. Records)
- "Last Night Another Soldier"/"I Wish" (1980, Zonophone/EMI)
- "England"/"Stick's Diary" (1981, Zonophone/EMI)
- "Kids on the Street"/"The Sun Never Shines" (1981, Zonophone/EMI)
- "I Understand"/"Never Come Back" (1981, Zonophone/EMI)
- "Different Strokes"/"Different Dub" (1981, Zonophone/EMI)
- "Never Say Die"/"We Defy You" (1982, Zonophone/EMI)
- "Woman in Disguise"/"Lust for Glory" (1982, Anagram/Cherry Red)
- "Solidarity"/"Five Flew Over..." (1983, Anagram/Cherry Red)
- "Not Just a Name"/"The Leech" (1983, Anagram/Cherry Red)
- "Machinegun Kelly"/"There's a Drink in It" (1984, Picasso)
- "Brighton Bomb" E.P (1985, Sparta Florida/Gas Music Ltd)
- "Brighton Bomb" (1987, Chameleon)
- "England's Alive" E.P. (1988, Skunx)
- "Angelic Upstarts/The Prowlers" (2014, Insurgence)

### DVD
Angelic Upstarts Live: Solidarity (2005)